# یانوویتس شلاختسکی
یانوویتس شلاختسکی (به لاتین: Janowiec Szlachecki) یک روستا در لهستان است که در گمینا یانوویتس کوشچیلنه واقع شده‌است.